# Awalching
Awalching (en népalais : अवलचिङ्ग) est un comité de développement villageois du Népal situé dans le district de Surkhet. Au recensement de 2011, il comptait 2 338 habitants.